# Santa Rosa County
Santa Rosa County is een county in de Amerikaanse staat Florida.
De county heeft een landoppervlakte van 2.634 km² en telt 117.743 inwoners (volkstelling 2000). De hoofdplaats is Milton.

## Bevolkingsontwikkeling

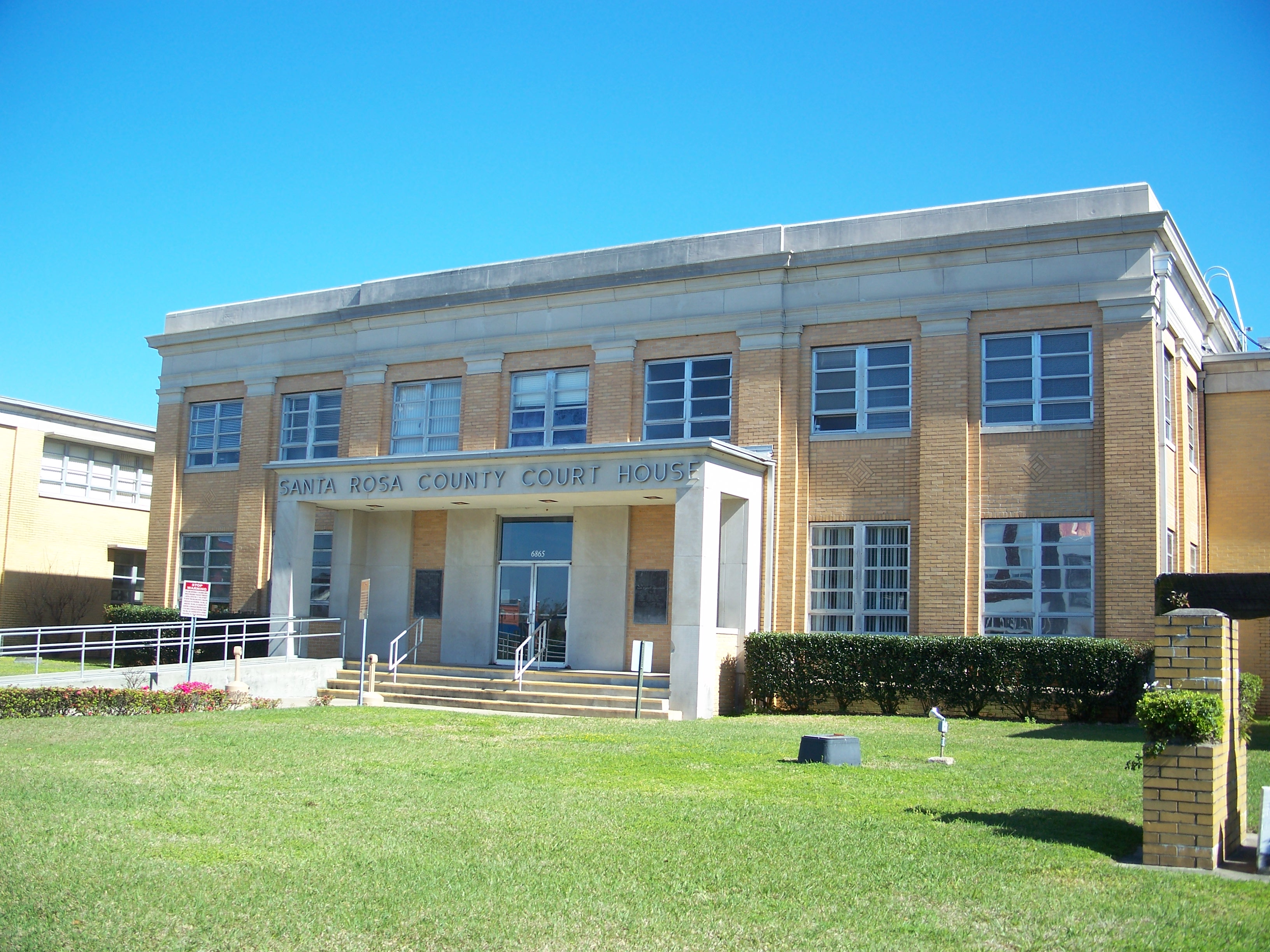
Santa Rosa County Courthouse